# Ornitológus
Az ornitológus egy görög

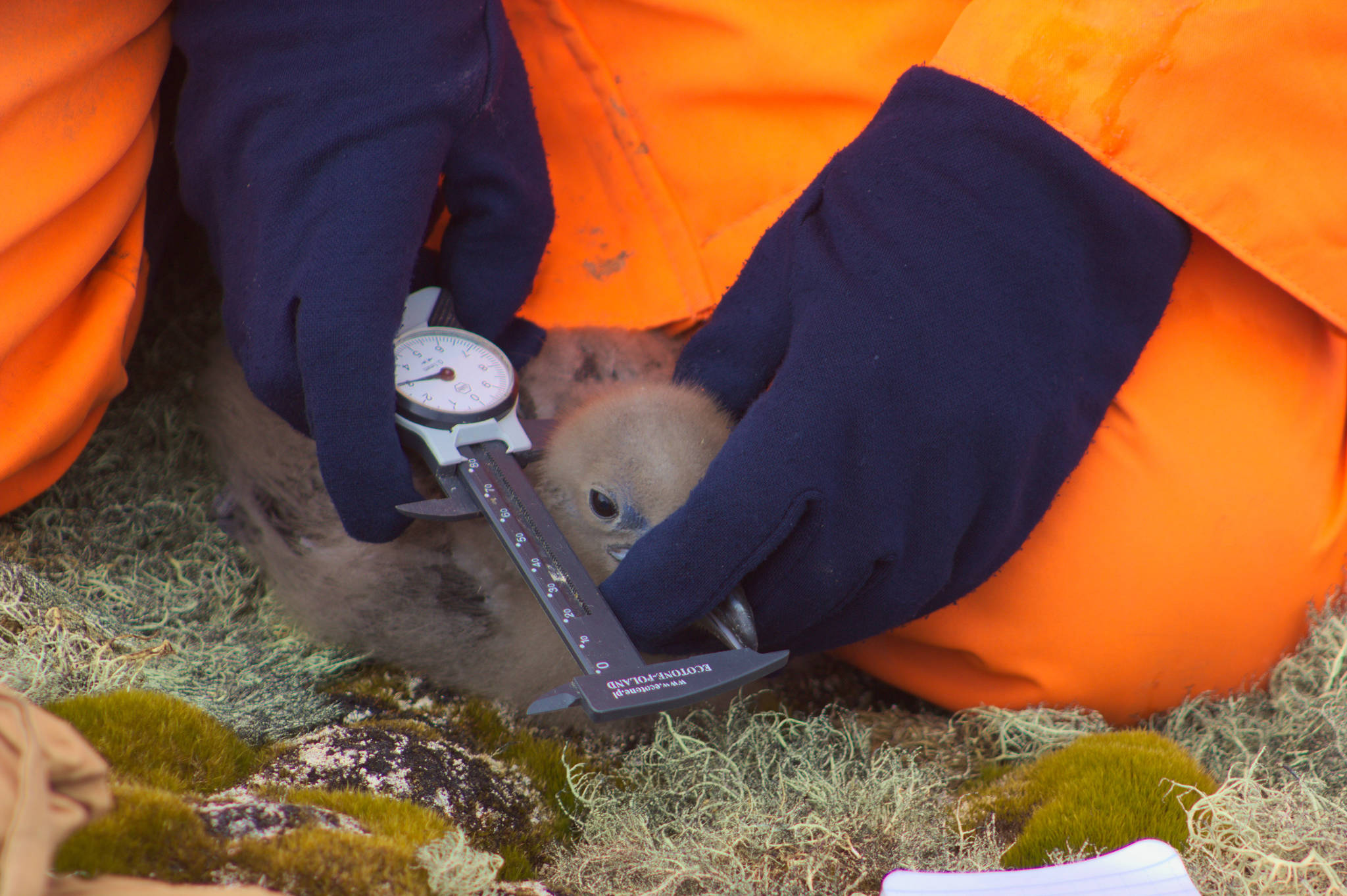
Egy ornitológus egy nagy halfarkas fiókáját vizsgálja (Bellingshausen bázis, Antarktisz)

eredetű szakszó, madártannal foglalkozó tudóst és szakembert jelent.

## Híres magyar ornitológusok
- Bechtold István
- Béldi Miklós
- Herman Ottó
- Madarász Gyula
- Molnár Lajos
- Schmidt Egon

## Híres külföldi ornitológusok
- James Bond
- Konrad Lorenz
- Nikolaas Tinbergen

## Érdekességek
Ian Fleming brit író James Bond ornitológusról nevezte el regényei híres szuperkémjét.